# Pariana
Pariana là một chi thực vật có hoa trong họ Hòa thảo (Poaceae).

## Loài
Chi Pariana gồm các loài: